# آدامزویل (پنسیلوانیا)
آدامزویل (به انگلیسی: Adamsville) یک منطقهٔ مسکونی در ایالات متحده آمریکا است که در پنسیلوانیا واقع شده‌است. آدامزویل ۰٫۴۶ کیلومتر مربع مساحت و ۶۷ نفر جمعیت دارد و ۳۱۷٫۰ متر بالاتر از سطح دریا واقع شده‌است.